# NGC 424
NGC 424 è una galassia a spirale situata nella costellazione dello Scultore.
Fu scoperta il 30 novembre 1837 da John Herschel.